# Heinrich III. (Baden-Hachberg)

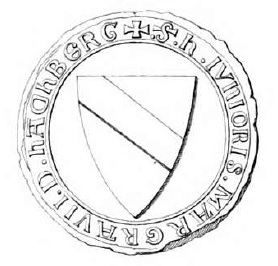
Siegel des Markgrafen Heinrich III. von Baden-Hachberg aus dem Jahre 1300

Heinrich III. von Baden-Hachberg († 1330) war ca. 1290–1330 Markgraf von Hachberg und Herr zu Kenzingen.

## Leben
Heinrich wurde als Sohn Heinrich II. und der Anna von Üsenberg († 1286) geboren.
Nach der Abdankung des Vaters übernahm Heinrich zunächst zusammen mit seinem Bruder Rudolf die Herrschaft. 1297 bestätigten sie gemeinsam die Schenkung von Heitersheim an den Johanniterorden durch ihren Vater.
1306 teilten die Brüder ihr Land auf, wobei Heinrich die Hochburg und die Besitzungen im unteren Breisgau, während Rudolf die Sausenburg und die Besitzungen im oberen Breisgau erhielt. Heinrich führte damit die Linie Baden-Hachberg fort, während Rudolf die Seitenlinie Hachberg-Sausenberg begründete.

## Ehe und Nachkommen
Heinrich heiratete Agnes von Hohenberg (+ 14. April 1310) und hatte mit ihr drei Kinder:
- Heinrich, Markgraf von Baden-Hachberg
- Rudolf († 1343), Komtur des Johanniterordens
- Hermann († 1356), Ordensmeister der deutschen Johanniter